# Hapalomelus ruandana
Hapalomelus ruandana är en insektsart som beskrevs av Ronald Gordon Fennah 1955. Hapalomelus ruandana ingår i släktet Hapalomelus och familjen sporrstritar. Inga underarter finns listade i Catalogue of Life.